# Fred Kocks
Fred Kocks (* 24. Januar 1905 in Ulm; † 1989 in Düsseldorf) war ein deutscher Landschafts- und Figurenmaler, Zeichner und Lithograf sowie Kurator, Museumsleiter und Autor.

## Leben
Kocks studierte Malerei bei dem Düsseldorfer Landschaftsmaler Helmuth Liesegang. Studienreisen führten ihn in die Niederlande, nach Belgien, Frankreich und Italien. Zum 1. April 1932 trat er der NSDAP bei (Mitgliedsnummer 1.032.884). Als Protegé, „Textgestalter und künstlerischer Mitarbeiter“ des Düsseldorfer Gauleiters Friedrich Karl Florian machte er in den 1930er Jahren in der Düsseldorfer Kulturverwaltung unter Horst Ebel Karriere. Rasch stieg er in dieser Zeit zum Kustos der Städtischen Kunstsammlungen Düsseldorf, zum Leiter der Kunsthalle Düsseldorf und zum Geschäftsführer der Gesellschaft zur Förderung der Düsseldorfer bildenden Kunst auf. Als solcher organisierte er insbesondere die jahreszeitlichen Ausstellungen Düsseldorfer Künstler. Auch war er an der Organisation der Ausstellung Galerie der Neuzeit beteiligt.
Gleichzeitig war er weiterhin als Maler aktiv. Er war Mitglied der Reichskammer der bildenden Künste. Für diese Zeit ist seine Teilnahme an 14 Gruppenausstellungen sicher belegt.  U. a. nahm er 1936 in Essen an der Ausstellung Westfront 1936. Freie Kunst im neuen Staate, die der nationalsozialistischen Ideologie nahestand, teil. Mit dem Ölgemälde Sommeridyll am Bach war er 1942 auf der Großen Deutschen Kunstausstellung im Haus der Kunst in München vertreten. 1943 präsentierte er dort sein Gemälde Am Schloßweiher. 1944 zählte er auf der Ausstellung „Deutsche Künstler und die SS“ in Breslau zu ausgewählten Repräsentanten der Kunst im Nationalsozialismus.
Nach dem Tode des Kunsthistorikers Hans Wilhelm Hupp wurde ihm 1943 die kommissarische Leitung der Städtischen Kunstsammlungen übertragen. In dieser Funktion und als Geschäftsführer der Gesellschaft zur Förderung der Düsseldorfer bildenden Kunst organisierte er die Ausstellung „Arte contemporanea di Duesseldorf“, die 1943 im Palazzo Strozzi in Florenz stattfand. Seine Versetzung auf eine andere Dienststelle innerhalb der Düsseldorfer Verwaltung erfolgte 1945 auf Betreiben der britischen Militärregierung. 1953 wurde er gegen den Widerstand des Kunsthistorikers Werner Doede, der 1945 die Leitung der Städtischen Kunstsammlungen übernommen und 1949 einen Versuch der Rückversetzung Kocks vereitelt hatte, als ihr Kustos wiedereingesetzt. Kocks bekleidete diese Stelle bis 1964.
Mit den Landschaftsmalern Albert Henrich, Willy Reetz, August Rixen und Fritz Köhler, zu dessen Familie enge Verbindungen bestanden, gehörte Kocks zu den Gründern der Düsseldorfer Künstlergruppe 1949.

## Schriften (Auswahl)
- mit Friedrich Karl Florian, Adolf Hitler und Konstantin von Neurath: Düsseldorfer Kunstmappe 1940. Völkischer Verlag, Düsseldorf 1940.
- Kunstausstellung für deutsche Soldaten. Zeitgenössische Künstler stellen aus. Nationalsozialistische Gemeinschaft Kraft durch Freude, Verlag Schwann, Düsseldorf 1941.
- Ausstellung Düsseldorfer Künstler. Kulturamt der Stadt Karlsbad, Karlsbad 1942.
- Düsseldorfer Kunstausstellung. Der Rhein und das Reich. Herzog-Anton-Ulrich-Museum, Kunstverein Braunschweig, Braunschweig 1942.
- Helmuth Liesegang. Ein Düsseldorfer Meister der Gegenwart. Graf und Schumacher, Düsseldorf 1943.
- mit Hermann Schardt, Dolf Siebert und Oskar Söhn: Westdeutsche Graphiker der Gegenwart. Graf und Schumacher, Düsseldorf 1944.
- Düsseldorfer Künstler der Gegenwart. Ausstellungskatalog innerhalb der großen Rationalisierungsausstellung „Alle sollen besser leben“, Nordwestdeutsche Ausstellungs-Gesellschaft, Kunstmuseum Ehrenhof, Düsseldorf 1953.
- Düsseldorfer Maler und Bildhauer der letzten 50 Jahre. Kunstverein für die Rheinlande und Westfalen, Düsseldorf 1965.
- Über Kunst und Künstler in Düsseldorf. In: Fünfzehn Maler der Düsseldorfer Schule. Ausstellungskatalog, HP Galerie Velbert-Langenberg, 1976.